# Виллебранд, Эрик Адольф фон
Эрик Адольф фон Виллебранд (фин. Erik Adolf von Willebrand; 1 февраля 1870, Вааса, Вазаская губерния, Финляндия, Российская империя — 12 декабря 1949, Перная, Уусимаа, Финляндия) — финский врач-терапевт и учёный-медик, специалист по гематологии. Известен тем, что первым описал наследственное заболевание крови, позже ставшее известным как болезнь Виллебранда.

## Биография
Эрик Адольф фон Виллебранд родился в семье окружного инженера Фредрика Магнуса фон Виллебранда и его жены Сигне Эстландер. Учился медицине в Ваасе, а в 1888 году поступил на медицинский факультет Университета в Гельсингфорсе. В 1894—1895 годах работал врачом в Мариехамне, главном городе Аландских островов. Именно в это время Виллебранд узнал об «аландской геморрагической болезни». В 1896 году получил свою первую степень, а в 1899 году закончил докторскую диссертацию об изменениях, происходящих в крови после значительной потери крови. Всю оставшуюся часть своей профессиональной карьеры занимался изучением свойств крови и её свертывания.
В 1897—1900 годах работал врачом-интерном, а затем ассистентом врача в Диаконическом институте Хельсинки (Diakonisseanstaltens sjukhus, ныне фин. Helsingin Diakonissalaitos). С 1901 года сотрудник Гельсингфорсского университета. Преподавал анатомию (1901—1903), затем работал в отделе физиологии. В 1903 году стал доцентом физической терапии. Позже преподавал микроскопическую анатомию и читал лекции с практическими упражнениями. С 1908 года доцент внутренней медицины. Занимался изучением изменений крови во время мышечной работы, обмена веществ и ожирения, а также обмена CO2 и Н2O через кожу человека.
С 1908 по 1935 годы сотрудник кафедры медицины Диаконического института Хельсинки. С 1922 по 1931 год — главный врач института. С 1930 года — профессор. Уйдя в отставку продолжил преподавать клинические лабораторные методы и внутренние болезни. В 1945 году опубликовал статью «Генетическое заболевание крови у жителей Аландских островов».
Помимо гематологии Виллебранд также интересовался использованием горячего воздуха (например, в сауне) для медицинского лечения, в том числе при нарушениях обмена веществ и гематологических проблемах, опубликовав две статьи на эту тему.
В своей личной жизни фон Виллебранд был известен скромностью и честностью. В его некрологе говорилось, что он «обычно предпочитал обсудить наблюдения природы, а не свои личные достижения».

## Болезнь Виллебранда
В 1925 году фон Виллебранда попросили осмотреть пятилетнюю девочку по имени Йордис из деревни на Аландских островах. Выяснилось, что из 11 братьев и сестёр девочки четверо умерли в раннем возрасте от кровотечений. Позже, Виллебранд установил, что родственники девочки и со стороны отца, и со стороны матери имели склонность к кровотечениям из кожи и слизистых (включая меноррагию). Учёный заинтересовался этим случаем и отправился на Аландские острова. Изучив историю родственников Йордис, фон Виллебранд обнаружил, что 23 члена её семьи из 66 страдали расстройством свёртывания крови, а также, что болезнь была более распространена среди женщин, чем среди мужчин.
В 1926 году Виллебранд по итогам своих исследований на Аландах опубликовал статью на шведском языке о ранее неизвестной формой гемофилии, которую назвал псевдо-гемофилия с увеличенным временем кровотечения. Хотя фон Виллебранд не смог установить причину болезни, он сумел отличить её от гемофилии и других форм геморрагических диатезов. В 1950-х годах было показано, что болезнь Виллебранда обусловлена нехваткой фактора плазмы крови, а не нарушением функционирования тромбоцитов. В 1970-х годах был выделен фактор фон Виллебранда.